# Maxi Böhm

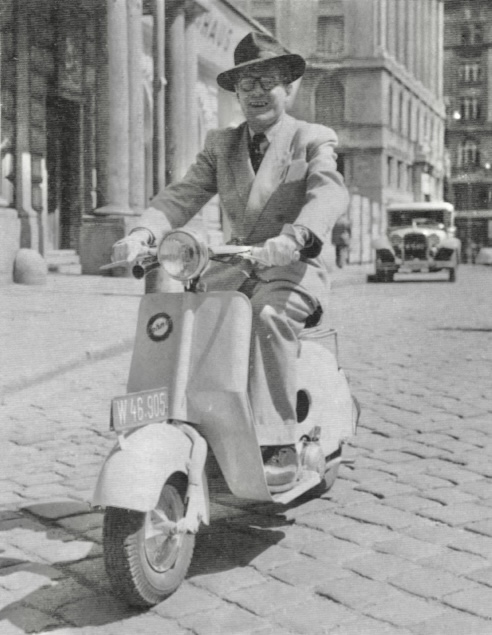
Maxi Böhm auf einem Lohner-L98-Motorroller (1950er Jahre)

Max Erich Octavian „Maxi“ Böhm (* 23. August 1916 in Wien; † 26. Dezember 1982 ebenda) war ein österreichischer Schauspieler und Kabarettist. Mit seiner Sammlung von rund 80.000 Witzen war er der „Witzepräsident“ Österreichs.

## Leben

### Kindheit und Jugend
Maxi Böhm wurde 1916 als Sohn eines Badearztes und einer Krankenschwester in Wien geboren und ging in Teplitz-Schönau (Teplice, heute Tschechien) zur Schule. Er wuchs im Kurhaus „Französischer Hof“ seiner Großmutter auf. Da sein Vater im Nebenberuf Musik- und Theaterkritiker war, sah Max als Kind im Teplitzer Stadttheater Schauspiel- und Sängergrößen wie Ernst Deutsch, Albert Bassermann und Richard Tauber. Er war nach eigenen Angaben von den Wiener Komikern, wie Gisela Werbezirk, Hans Moser, Paul Morgan, Karl Farkas und Fritz Grünbaum oder Armin Berg besonders angetan. Die frühe Begeisterung des Kindes für Komik und Schauspielerei wurde vom Vater, der sich den Sohn als Nachfolger als Arzt wünschte, nicht goutiert.
Böhm wechselte wegen schlechter Noten vom Gymnasium auf die Handelsakademie. Am 1. Oktober 1933 stand er im Schwank „So’n Windhund“ unter dem Pseudonym Heinz Lindner in der Rolle eines greisen, angeteppten Hofrats erstmals auf der Bühne. Im selben Jahr starb sein Vater.
Als 17-Jähriger ging er nach Berlin, um dort Schauspieler zu werden, nahm Schauspielunterricht, fiel jedoch bei der Schauspielprüfung durch. Er arbeitete als Statist am Staatlichen Schauspielhaus Berlin.

### Anfänge als Schauspieler
1935 ging er nach Prag, wo er die Schauspielprüfung bestand und sogleich einen Vertrag für das Stadttheater Eger für die Saison 1935/36 bekam. Hier wie auch 1936/37 und 1937/38 am Stadttheater Reichenberg spielte er vor allem in Komödien und Operetten. Im Sommer 1936 war er in einer Passionsspiel-Tourneeproduktion der Jünger Johannes. In Reichenberg erkannte Direktor Paul Barnay Böhms komödiantisches Talent und förderte ihn dahingehend. In dieser Saison spielte er den Dr. Jura in Hermann Bahrs Das Konzert und die Titelrolle in Charleys Tante. Sommerengagements führten ihn in die Kurtheater von Marienbad und Karlsbad, wo er mit den seit seiner Kindheit verehrten Gisela Werbezirk und Paul Morgan spielte und von ihnen lernte. Im Sommer 1938 spielte er im Kurtheater Franzensbad mit seinen späteren Wiener Kollegen Guido Wieland und Ernst Waldbrunn. 1938/39 spielte er in seiner Heimatstadt Teplitz-Schönau, 1939/40 als „jugdl. Komiker, schüchterner Liebhaber u.f. Rollen nach Individualität“ am Theater in Reichenberg.
Von 1940 bis 1944 war er am Schauspielhaus Bremen engagiert, wo Bernhard Wicki und Hans-Joachim Kulenkampff zu seinen Kollegen zählten. Hier spielte er unter anderem den Truffaldino in Goldonis Der Diener zweier Herren. Nebenbei war er für die Truppenbetreuung zuständig, und dafür vom Wehrdienst de facto freigestellt.
Bei einer Festvorstellung im Opernhaus Bremen am 20. April 1944 für Kraft durch Freude, die er zusammen mit Kulenkampff moderierte, fiel er mit einem wehrmachtskritischen Couplet über einen Spieß mit dem Refrain „Mach mit mir, was du willst, mir ist alles egal …“ auf, wurde anschließend vom Schauspielhaus entlassen und nach Budapest strafversetzt, wo er in eine Telegraphenbaukompanie eingeteilt wurde. Das Kriegsende erlebte er in Oberösterreich.

### Quizmaster und Kabarettist

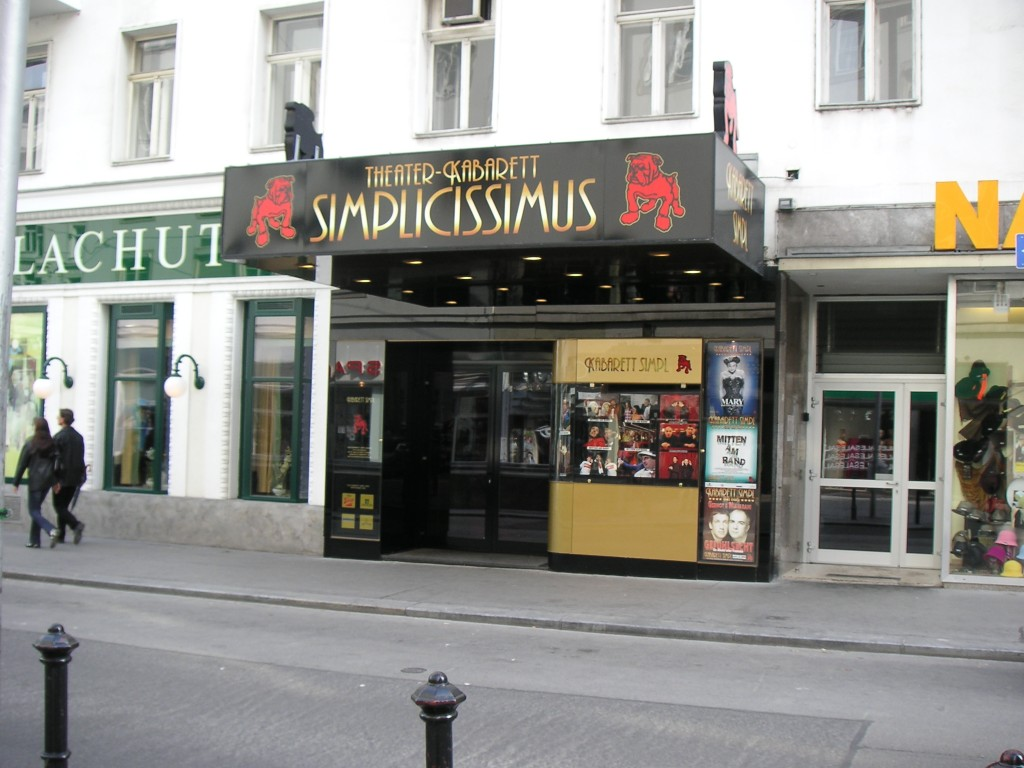
„Das Simpl“ in der Wiener Wollzeile war 17 Jahre lang die Wirkungsstätte Maxi Böhms.

In Linz begann er noch 1945 als Conférencier in der Metropol-Bar. Hier lernte er auch den Schauspieler Peter Hey kennen. Zusammen eröffneten sie im Oktober 1945 das Kabarett „Eulenspiegel“, wo sie bis November 1947 15 Revuen herausbrachten.

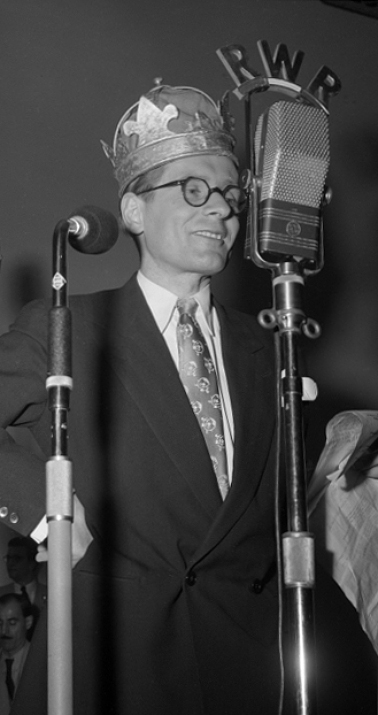
Böhm als Conférencier für den Sender Rot-Weiß-Rot (1950)

1947 wurde er vom US-amerikanischen Sender Rot-Weiß-Rot als „Radioonkel Max“ als Quizmaster engagiert. Gemäß seinem Biographen Georg Markus war Böhm damit der erste Quizmaster Europas. Bis 1949 unter dem Titel Versuche Dein Glück wurde die Sendung live aus wechselnden Orten ausgestrahlt, bald nicht nur in Oberösterreich, sondern in ganz Österreich, aber auch in Bayern und der Schweiz. Die Gewinne waren zu Beginn noch Naturalien, Kohle, Waschpulver usw. Böhm wurde zum Publikumsliebling und wurde in dieser Zeit zum „Maxi“. Eine Umfrage der Zeitschrift Radio-Woche 1950 nach dem populärsten Mann Österreichs sah Maxi Böhm mit 49 Prozent auf Platz eins, gefolgt von Außenminister Karl Gruber und Bundespräsident Karl Renner. In dieser Zeit übersiedelte Böhm nach Wien und heiratete Huberta Schauberger, Tochter von Viktor Schauberger. 1949 kam Sohn Max auf die Welt, 1951 Michael, 1954 Christine, die ebenfalls als Schauspielerin tätig war.
1949 wurde Versuche Dein Glück von Freu dich nicht zu früh abgelöst, die Böhm zusammen mit Peter Hey moderierte. Am bekanntesten wurde die Sendung Die große Chance, die er von 1951 bis 1955 moderierte und bei der er musikalisch von Norbert Pawlicki begleitet wurde. Von 1950 bis zum Frühjahr 1951 spielte er am „Lachenden Kabarett“ in der Melodies Bar (Annagasse 3, St. Annahof (Wien)) neben Hugo Wiener und Cissy Kraner.
In den Sommermonaten Juli und August veranstaltete Maxi Böhm Bädertourneen durch die Fremdenverkehrsgebiete, zu denen er auch bekannte Künstler wie Hugo Wiener, Cissy Kraner, Fritz Imhoff und Hermann Leopoldi engagierte. Spielfreie Tage waren für ihn unbekannt. Rekordverdächtig waren seine Einsätze zu Silvester, wo er in den 1950er und 1960er Jahren bis zu 16 Auftritte in einer Nacht absolvierte.
Böhm kaufte in Bad Ischl die Villa Felicitas der Katharina Schratt, die von den Erben Fritz Löhner-Bedas verkauft wurde, und führte sie 15 Jahre lang als Frühstücks-„Pension der guten Laune“. Nach dem Verkauf der Ischler Villa übernahm er eine Pension am Semmering.
In der Saison 1948/1949 spielte er am Volkstheater in Wien. Daneben spielte er im Boulevardtheater Casanova.
1957 wurde er von Karl Farkas an das Simpl geholt, wo er schon 1950 kurz gastiert hatte. Er entwickelte sich zu einer der wichtigsten Stützen des Simpl-Ensembles und übernahm nach dem Wechsel Ernst Waldbrunns an die Josefstadt auch die Rolle des Blöden in den Doppelconférencen mit Farkas. 17 Jahre lang war das Simpl Böhms Hauptwirkungsstätte. Im Fernsehen wurde er vor allem durch seine Parodien in den insgesamt 97 „Bilanzen“-Sendungen Farkas’ bekannt: als Ivan Rebroff, Gilbert Bécaud, Leonard Bernstein oder Don Jaime. Bernstein ließ sich die Parodie bei einem Wien-Besuch vorspielen und „lachte Tränen“.
1971 nach dem Tod Farkas’ übernahm er zusammen mit Peter Hey und Hugo Wiener die künstlerische Leitung des Simpl, bis dieses 1974 an Martin Flossmann verkauft wurde. In einem Prozess musste sich Böhm vom Besitzer Baruch Picker eine Abfertigung erstreiten, da dieser die Simpl-Mitarbeiter als Artisten, nicht als Schauspieler betrachtete. Sogar vom Richter musste sich Picker Fragen wie folgende stellen lassen: „Wenn dort lauter Artisten und keine Schauspieler waren, warum hatte dann der Kläger nicht den Titel Dompteur?“

### Wieder Schauspieler
Von 1973 bis 1974 spielte Maxi Böhm in 26 Folgen Hallo – Hotel Sacher … Portier! zusammen mit Fritz Eckhardt.
Im Privatleben ereilten Max Böhm, der zeitweilig unter Depressionen litt und seit einiger Zeit von seiner Frau getrennt lebte, mehrere schwere Schicksalsschläge: Sein jüngerer Bruder Wolfgang verstarb nach langer Krankheit, am 5. August 1979 starb seine Tochter Christine bei einem Wanderunfall, am 7. Mai 1980 beging sein Sohn Max Suizid mit einer Schusswaffe.
Seit 1976 war Max Böhm, wie er sich jetzt wieder nannte, Ensemblemitglied des Theaters in der Josefstadt und stand in den nächsten sechs Jahren praktisch täglich auf der Bühne. Direktor Franz Stoß hatte ihn gegen anfängliche Bedenken des Ensembles durchgesetzt. Sein Debüt gab er am 29. September 1976 im Schwank von Arnold und Bach Der keusche Lebemann, wo er zusammen mit seinem Freund Alfred Böhm brillierte. Er wurde auch an den Kammerspielen Nachfolger Ernst Waldbrunns, der am 22. Dezember 1977 starb. Insgesamt spielte Böhm in 15 Stücken, darunter Hurra, ein Junge, Pension Schöller und Hofrat Geiger. Im Stück Schlafzimmergäste von Alan Ayckbourn spielte er in der Regie von Heinz Marecek mit Vilma Degischer erstmals wieder in einem ernsten Stück. Spätestens mit diesem Stück erlangte er auch die Anerkennung des übrigen Ensembles, das ihm den Ehrenring des Theaters in der Josefstadt verlieh.

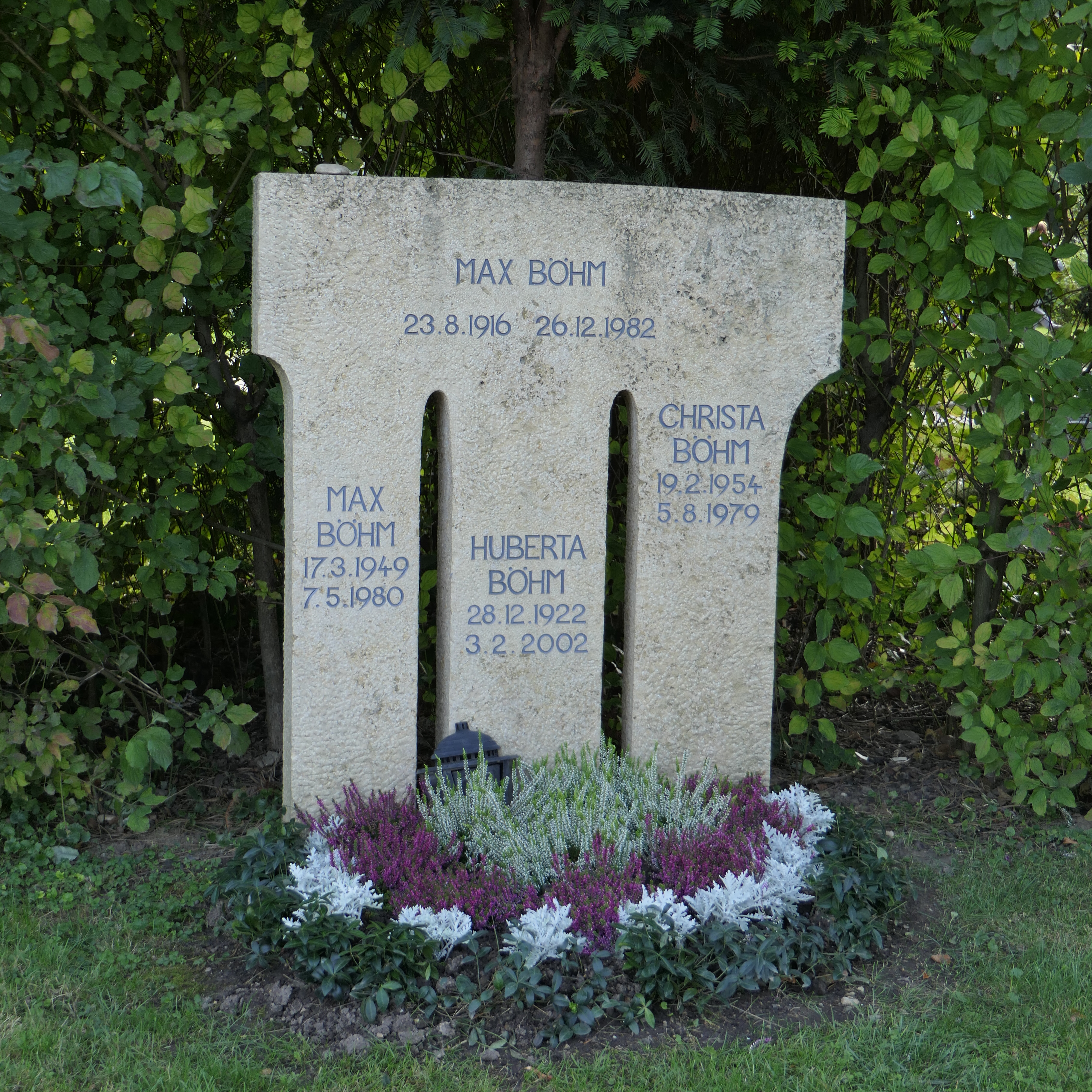
Grab von Max Böhm

Ab 1. September 1982 spielte Böhm zusammen mit Elfriede Ott in den Kammerspielen in der komödiantischen Zwei-Personen-Revue Schau’n Sie sich das an, einem Unterhaltungsabend in Erinnerung an Karl Farkas. In dem Stück hatte er 22 Rollen zu bewältigen. Ab November hatte er daneben noch die Proben für das Stück Der Raub der Sabinerinnen von Franz und Paul von Schönthan, wo er die Hauptrolle des Schmierenkomödianten Emanuel Striese spielte. Böhm fühlte sich der Belastung kaum gewachsen, wollte die Rolle sogar abgeben und nahm schwere Antidepressiva. Die Premiere des Stückes war am 22. Dezember und ein großer Erfolg. Am 25. Dezember folgte noch eine weitere Vorstellung. Am 26. Dezember starb er gegen Mittag an einem Herzinfarkt.
Max Böhm wurde am 5. Jänner 1983 in einem Ehrengrab der Stadt Wien auf dem Wiener Zentralfriedhof beigesetzt (Gruppe 33G, Nr. 68). Sein Nachlass, enthaltend eine umfangreiche Witzesammlung, die Böhm schon als Kind anzulegen begonnen hatte, befindet sich im Literaturarchiv der Österreichischen Nationalbibliothek.
Böhms Urenkelin Luna Schaller (* 2001), Enkelin seines Sohns Max, feierte 2012 ihr Debüt in dem Fernsehfilm Oma wider Willen.

## Auszeichnungen und Ehrungen

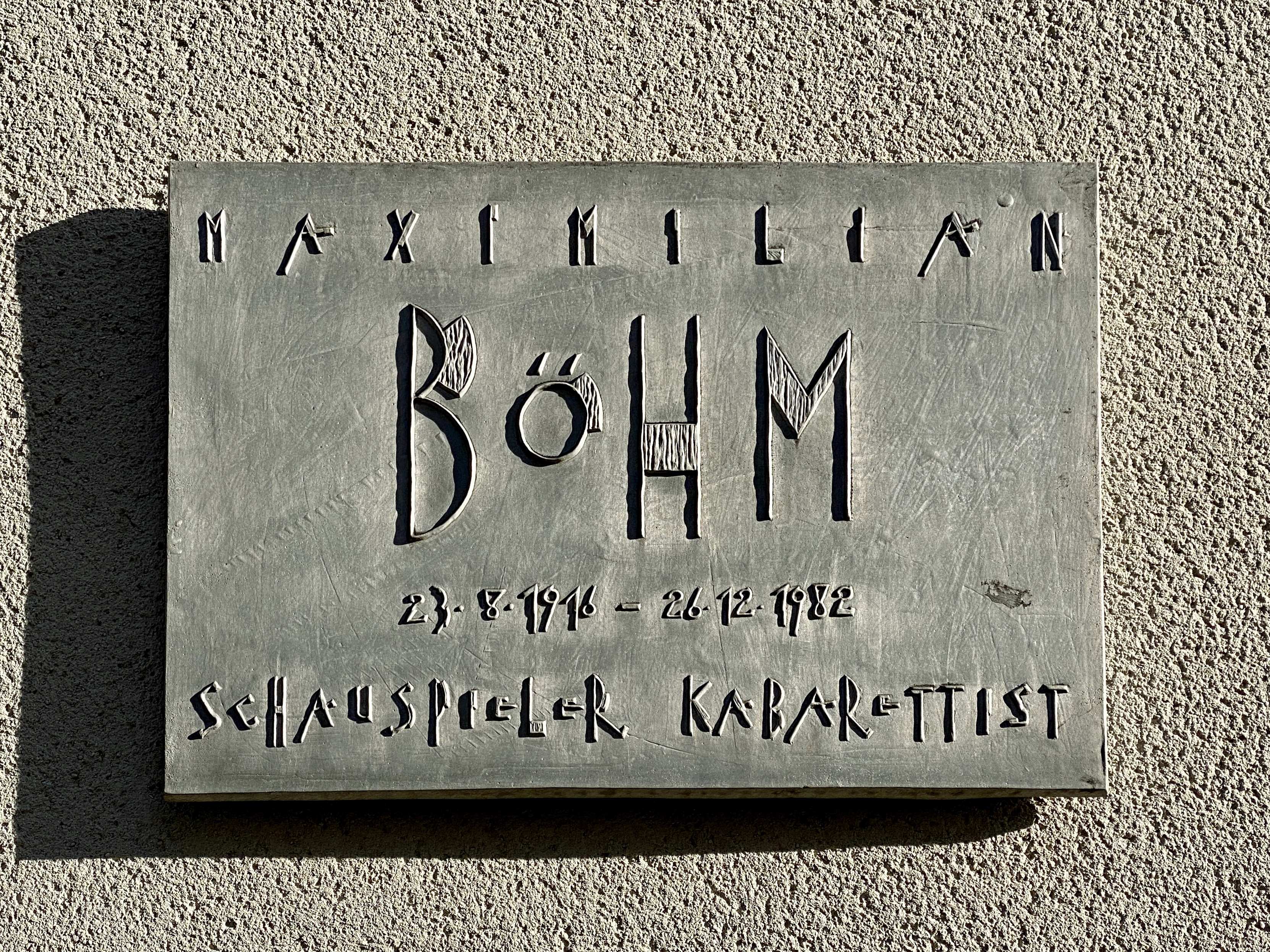
Widmungstafel am Max-Böhm-Hof in Wien 8, gestaltet von Johann Jascha

- Goldenes Verdienstzeichen des Landes Wien (1957)
- Ehrenmedaille der Bundeshauptstadt Wien in Gold (1982)
- Ehrenring des Theaters in der Josefstadt
- Am 16. Dezember 1983 wurde die Max-Böhm-Büste von Angelika Eder im Foyer der Wiener Kammerspiele enthüllt.
- Am 10. September 1987 wurde die städtische Wohnhausanlage Max-Böhm-Hof in Wien 8, Tigergasse 22, nach ihm benannt (Böhm wohnte selbst lange Zeit in diesem Bezirk, nämlich in der Strozzigasse 37 und in der Josefstädter Straße 9).
- Im Jahr 2009 wurde in Wien-Donaustadt (22. Bezirk) die Max-Böhm-Gasse nach ihm benannt.
- Im Oktober 2014 erschien im Amalthea Signum Verlag das von Reinhard Trinkler gezeichnete Comicbuch Der Blöde und der Gscheite – Die besten Doppelconferencen nach den Texten von Hugo Wiener, in dem Maxi Böhm als Comicfigur auftritt.

## Werke
- Maxi Böhm ruft Österreich. Vox-Austriae, St. Johann 1948.
- Der Bundeswitzverteiler Maxi Böhm plaudert und verschweigt. Lyra, Wien 1951 (Wiener Humorbibliothek, Nr. 17).
- Witzepräsident Maxi Böhm. Kremayr & Scheriau, Wien 1972, ISBN 3-218-00378-4.
- Böhm’s Lachendes Lexikon. Die besten Witze von A bis Z aus der größten Sammlung Europas. Kremayr & Scheriau, Wien 1983, ISBN 3-218-00382-2.
- Bei uns in Reichenberg. Unvollendete Memoiren, fertig erzählt von Georg Markus. Amalthea, Wien und München 1983, ISBN 3-85002-177-7.
- In Wirklichkeit ist alles ganz anders … Poetisches Tagebuch. Sensen, Wien 1983, ISBN 3-900130-85-X.
- Gib mir deine tausend Fragezeichen. Sensen, Wien 1988

## Filmografie
- 1951: Das Herz einer Frau
- 1957–1971: Schau’n Sie sich das an!
- 1958: So ein Millionär hat’s schwer
- 1959: Auf allen Straßen
- 1963: Ist Geraldine ein Engel?
- 1968: Mensch ärgere dich nicht![10]
- 1970: G’schichten aus Wien
- 1970: Filmgeschichte(n) aus Österreich
- 1971: Wenn der Vater mit dem Sohne
- 1973–1974: Hallo – Hotel Sacher … Portier! (Fernsehserie)
- 1975: Ich denk’ mich tritt ein Pferd
- 1978: Pension Schöller
- 1978: Hofnarr sucht Hof
- 1979: Himmel, Scheich und Wolkenbruch
- 1981: Weekend im Paradies
- 1982: Ein Abend für zwei Komödianten